# 朱明 (1949年)
朱明（1949年1月—），男，汉族，福建泉州人，中华人民共和国政治人物，曾任泉州市人民政府市长，第十一届全国人民代表大会福建地区代表。

## 生平
1973年1月加入中国共产党。后毕业于厦门大学海洋系海洋生物学专业。2008年起担任全国人大代表。